# 로니 길버트

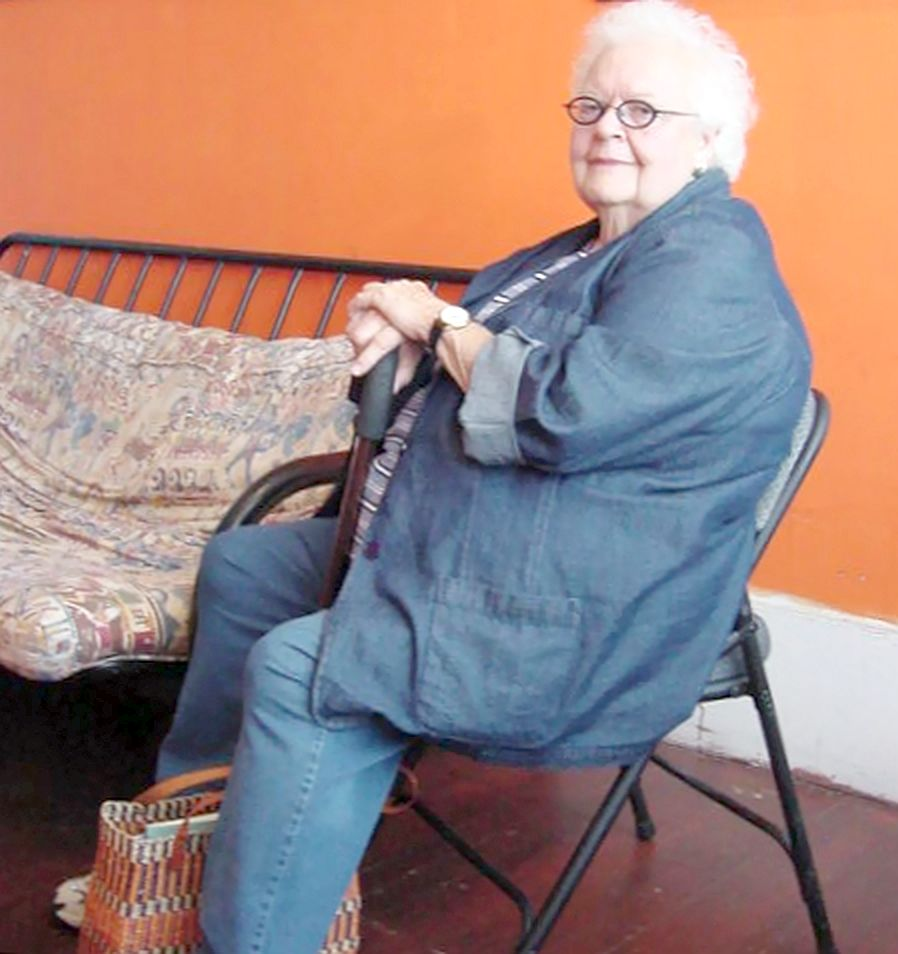
로니 길버트

로니 길버트(Ronnie Gilbert, 1926년 9월 7일 ~ 2015년 6월 6일)는 미국의 배우, 가수, 예술가이다. 

## 영화
- 이즌트 디스 어 타임 (2004년) - 본인 역
- 허공에의 질주 (1988년)
- 맨발의 이사도라 (1968년)
- 페스티발 (1967년)